# روبن بيرنستن
روبن بيرنستن هو لاعب كرة قدم نرويجي، ولد في 16 يوليو 1970. لعب مع بورت فايل وترومسو إيدريتسلاغ ونادي فوليرينغا.

## وصلات خارجية
- روبن بيرنستن على موقع قاعدة بيانات كرة القدم.إي يو (الإنجليزية)
- روبن بيرنستن على موقع Soccerbase.com (لاعب) (الإنجليزية)